# Alarm (Silent Sirenの曲)
『alarm』（アラーム）は、2015年11月4日に発売されたSILENT SIREN（当時の表記はSilent Siren）通算11枚目のシングル。

## 解説
「alarm」は日本テレビで放送された深夜ドラマ『いつかティファニーで朝食を』の主題歌。吉田菫はドラマ主題歌のオファーを受けた際「原作漫画が登場人物4人の話なので自分達の人生に重なった」とコメントしている。また本作は初回生産限定盤CDが表題曲のみ、通常盤はカップリング曲が異なるタイプで発売。「hikari」と「キミスキスマイル」は映画『通学シリーズ』の主題歌として使用された。
本作がドリーミュージックからリリースした最後のシングルとなり、次作『フジヤマディスコ』（2017年3月1日発売）以降はユニバーサルミュージックからのリリースとなる。

## 販売形態
- 初回生産限定盤（CD+DVD）：MUCD-9093/4
- 通常盤A（CDのみ）：MUCD-5317
- 通常盤B（CDのみ）：MUCD-5318

## 収録曲

### CD
| #  | タイトル  | 作詞 | 作曲       | 編曲       | 時間 |
| -- | --------- | ---- | ---------- | ---------- | ---- |
| 1. | 「alarm」 | すぅ | クボナオキ | クボナオキ | 4:16 |

| #         | タイトル   | 作詞      | 作曲       | 編曲       | 時間 |
| --------- | ---------- | --------- | ---------- | ---------- | ---- |
| 1.        | 「alarm」  | すぅ      | クボナオキ | クボナオキ | 4:16 |
| 2.        | 「hikari」 | すぅ      | クボナオキ | クボナオキ | 4:16 |
| 合計時間: | 合計時間:  | 合計時間: | 合計時間:  | 合計時間:  | 8:32 |

| #         | タイトル             | 作詞      | 作曲       | 編曲       | 時間 |
| --------- | -------------------- | --------- | ---------- | ---------- | ---- |
| 1.        | 「alarm」            | すぅ      | クボナオキ | クボナオキ | 4:16 |
| 2.        | 「キミスキスマイル」 | すぅ      | クボナオキ | クボナオキ | 4:28 |
| 合計時間: | 合計時間:            | 合計時間: | 合計時間:  | 合計時間:  | 8:44 |

### DVD
1. alarm Music Video
2. alarm Music Video Making